# Werner Hamacher
Werner Hamacher (* 27. April 1948 in Oer-Erkenschwick; † 7. Juli 2017 in Frankfurt am Main) war ein deutscher Komparatist und Literaturtheoretiker. Er gehörte zu den wenigen Denkern in Deutschland, welche die Philosopheme und Denkstrategien der poststrukturalistischen Dekonstruktion produktiv rezipierten und auch international wahrgenommen wurden. Als einer der Übersetzer von Schriften Paul de Mans und Jacques Lacans leistete er wichtige Beiträge zur Vermittlung dieser Theoretiker.

## Leben
Werner Hamacher studierte an der Freien Universität Berlin und der École Normale Supérieure in Paris Vergleichende Literaturwissenschaft, Philosophie, Germanistik und Religionswissenschaft. Zu seinen akademischen Lehrern in Paris gehörte Jacques Derrida, der, ebenso wie Paul de Man, seine Arbeiten stark beeinflusst hat. Er schloss sein Studium mit einer Arbeit über Hegels dialektische Hermeneutik ab.
Von 1984 bis 1998 war er Professor of German and the Humanities an der Johns Hopkins University. Gastprofessuren bekleidete er u. a. an der Yale University, der Universität von Amsterdam und der École Normale Supérieure. Von 1998 bis 2013 lehrte er als Professor für Allgemeine und Vergleichende Literaturwissenschaft an der Goethe-Universität in Frankfurt am Main, seit 2003 daneben auch als Global Distinguished Professor an der New York University. Zudem hatte er die Emmanuel-Lévinas-Professur an der European Graduate School in Saas-Fee inne.
Seit 1992 gab er die Buchreihe Meridian – Crossing Aesthetics heraus.

## Archiv
Das Archiv Werner Hamachers wurde im Dezember 2017 vom Deutschen Literaturarchiv Marbach erworben. Es beinhaltet philologische und philosophische Notizhefte, Manuskripte und Typoskripte eigener Schriften und unpublizierter Arbeiten, zudem Korrespondenzen mit Schriftstellern und Gelehrten, etwa Jacques Derrida oder Maurice Blanchot, sowie eine Sammlung von Fotografien.

## Publikationen (Auswahl)
- Pleroma. Zu Genesis und Struktur einer dialektischen Hermeneutik bei Hegel. Ullstein, Frankfurt am Main 1978 (frz. 1997, engl. 1998).
- (Mithrsg.) Paul Celan. Suhrkamp, Frankfurt am Main 1988, ISBN 3-518-38583-6.
- Unlesbarkeit. In: Paul de Man: Allegorien des Lesens. Suhrkamp, Frankfurt am Main 1988, S. 7–26.
- (Hrsg. mit Neil Hertz und Thomas Keenan): Responses. On Paul de Man's Wartime Journalism. University of Nebraska Press, Lincoln 1989, ISBN 0-8032-2352-8.
- Premises. Essays on Philosophy and Literature from Kant to Celan. 1996, 1999.
  - Auf Deutsch: Entferntes Verstehen. Studien zu Philosophie und Literatur von Kant bis Celan. Edition Suhrkamp #2026, Frankfurt am Main 1998, ISBN 0-674-70073-2.
- MASER. Bemerkungen im Hinblick auf die Bilder von Hinrich Weidemann, Essay im Künstlerbuch H. W.- Galerie Max Hetzler, Berlin 1998.
- Als Hrsg.: Nietzsche aus Frankreich. Essays von Georges Bataille, Maurice Blanchot, Jacques Derrida, Michel Foucault, Pierre Klossowski, Philippe Lacoue-Labarthe, Jean-Luc Nancy und Bernard Pautrat. Philo, Berlin 2003, ISBN 3-548-35238-3.
- Für – Die Philologie.[6] Roughbooks, Basel 2009, ISBN 978-3-938767-75-7.
- 95 Thesen zur Philologie. Roughbooks, Holderbank SO 2010.
- Sprachgerechtigkeit. S. Fischer, Frankfurt am Main 2018.
- Keinmaleins. Texte zu Celan. Mit einem Vorwort von Jean-Luc Nancy. Klostermann, Frankfurt am Main 2019.
- Was zu sagen bleibt. Engeler, Schupfart 2020.
- Studien zu Hölderlin. Klostermann, Frankfurt am Main 2020, ISBN 978-3-465-14424-3.
- Andere Schmerzen. diaphanes, Zürich 2022, ISBN 978-3-0358-0502-4.

Festschrift
- Aris Fioretos (Hrsg.): Babel. Für Werner Hamacher. Urs Engeler, Basel 2009, ISBN 3-938767-55-3.[7] Mit vollständiger Publikationsliste von W. H.

## Übersetzungen
- Jacques Lacan: Freuds technische Schriften. Walter, Olten 1978
- Jacques Lacan & Jean Hyppolite: Schriften über die Verneinung. In Jacques Lacan: Schriften, 3. Walter, Olten 1979 (mit Ursula Rütt-Förster)
- Nicolas Abraham & Mária Török: Das Verbarium des Wolfmanns. Vorwort Jacques Derrida. Ullstein, Berlin 1979
- Paul de Man: Allegorien des Lesens. Suhrkamp, Frankfurt 1988 (mit Peter Krumme)
- Jean Daive: W. Urs Engeler Editor, Basel/Weil am Rhein 2006
- Jorie Graham: Region der Unähnlichkeit. Urs Engeler Editor, Basel/Weil am Rhein 2008
- Jean Daive: Ward gebaut. Roughbooks, Schupfart 2019